# Swintonia robinsonii
Swintonia robinsonii là một loài thực vật thuộc họ Anacardiaceae. Đây là loài đặc hữu của Malaysia.